# BEAVIS AND BUTT-HEAD
『Beavis and Butt-Head』（ビーバス・アンド・バットヘッド）はマイク・ジャッジ原作のテレビアニメ。および原作を基にした作品。

## 作品概要
アメリカ合衆国のどこかにある架空の内陸都市・ハイランドを主な舞台に展開する、ビーバスとバットヘッドの2人の少年によるブラックコメディ。物語は、1回15分の1話完結型で進められ、回をまたがって話が展開することがない。また、ほとんどの登場人物は原作者のマイク・ジャッジによるアフレコである。MTVでの本放送では、メインエピソードの合間にミュージシャンのPVが挿入され（それらをビーバスとバットヘッドが自室で鑑賞するという設定のもと）PVの内容を独断で誉めたり、気に入らないものははっきり面白くないと一蹴する毒舌スタイルが特徴。放送当時はこの様な手法が斬新であり、全米はもとより世界で人気と非難を集める理由の1つとなった。

## 作品年譜
- 1993年から1997年にかけてMTVにより、第8シーズンまでが放映され、全米で人気と非難を集めた。
- 1998年、プレイステーション用ソフトビー・ファクトリーより『ビーバス&バットヘッド ヴァーチャル・アホ症候群』（Beavis and Butt-head Virtual Stupidity）が発売された。
- 2008年3月7日よりニコニコ動画公式にMTV枠として公開されている。
- 2011年6月、劇場映画版『BEAVIS AND BUTT-HEAD DO AMERICA』のDVDと、MTV版を収録したDVD-BOX全3巻が発売。日本未公開のエピソードも追加された。
- 2011年10月から、アメリカMTVにて第9シーズンとして、放送が再開（なお、マイク・ジャッジが「B&B」を休んでいた期間に制作していた『キング・オブ・ザ・ヒル』は、2009年で終了している）。新たな趣向として、PVやリアリティ・ショウの映像を写しながら、「B&B」が登場人物たちに突っ込みを入れるというシーンが、番組の途中で挿入された。また、日本のMTVでは2012年5月から7月まで『ビーバス＆バットヘッド リターンズ』と題して、放送を行った。

## 主な登場人物
ビーバス（BEAVIS）
声：マイク・ジャッジ（TV・映画）、田村亮（ゲーム）
立ち位置は右、髪の毛は金髪、主にボケを担当。"BEAVIS"は長らく下の名前と認知されていたが、新作映画Do the universeに母親Shirley Beavisが初出演したことで苗字であることが約30年越しに明かされた。
食べ（飲み）すぎると謎の発作（?）を起こしCornholio（コンホリオ、旧作字幕では“肛門ホリオ”、リメイク字幕では"肛門マン"）という別人格が現れ、テンションMAXで支離滅裂な言動を繰り返す。コンホリオの名乗り口上は「I am the great cornholio! I need a T.P. for my bunghole!（わいは偉大な肛門ホリオ!尻拭く紙くれ!）」である。また、コンホリオはセレブリティ・デスマッチでバットヘッドと対戦し、両腕を失いながらも、義手代わりに装着したトングでバットヘッドを文字通りのミンチにして勝利している。もしもバットヘッドがこの世に生まれていなければ、ホームレス支援のボランティア活動に勤しむ善良な少年に育つはずだった。ただし、悪意こそないもののオツムの弱さはそのままである（『DO CHRISTMAS』（クリスマスはヤバイぜ!）より）。シャツのプリントは『DEATH ROCK』または『METALLICA』。
バットヘッド（BUTT-HEAD）
声：マイク・ジャッジ（TV・映画）、田村淳（ゲーム）
立ち位置は左、髪の毛は茶髪、主にツッコミを担当。BUTTは名、HEADは姓だが、ごく稀な例外を除いて周囲からはBUTT-HEAD（字幕では「バット」）とひと息に呼ばれる。
ビーバスに比べれば少々利口（ずる賢いとも言う）。ビーバスを舎弟と考えている節があり、ビーバスが反抗したり調子に乗ったりすると時にキツい暴力を振るう。シャツのプリントは『AC/DC』または『SKULL』。
（ビーバスとバットヘッドの共通点）
- "HIGHLAND HIGH SCHOOL"の1年生（日本で言う中学2年生）、14歳。
- ひとつ屋根の下に暮らしているが、血縁はない。
- 代表的な口癖は「クール!（Cool）」「ダセえ!（Sucks）」「〜〜は無敵だぜ!（〜〜Rules）」、ほかに"Dumbass", "Butt(Ass/bung)hole", "Butt (Ass)wipe", "Butt(Ass)munch", "Dillweed", "Fart knocker"など悪態の語彙は豊富である。ナンパの第一声は"Hey. How's it going?", "Hey, Baby!", "Come to Butt-Head (Beavis too)"など。また、日本語字幕版ならではの言葉遊びとして、キャラクターが発した英語の発音そのままに近い日本語を表記することがある。「You know? → 言うの?」「So? → そう?」「Massacre! Massacre! Massacre! → 皆殺しだ!まさか!マサ子ォォォー!」など。
- 機嫌がよかろうが悪かろうが、常に特徴的な笑い声を発している一方、非常に嬉しいことがあっても"爆笑"はしない。目を丸くして「うぉ！」、あるいはハードロック風に頭を振って「イエス！」と感嘆の声をあげる。
- ハンバーガーショップ「BURGER WORLD」でアルバイトをしているが、店内を荒らしたり、集団食中毒事件を起こすなど勤務態度は悪い。
- 劇中で家族構成はほとんど描写されていない。映画DO AMERICAで父親らしき中年男2人が出演した。劇中で血縁関係を断定する描写はなかったものの、後年になって作者がインタビュー映像の中で彼らを指し「父親」と言及している。バットヘッドの父親らしき男は「昔、ハイランドで女とハメた」と発言している。母親の姿が描写されたことはないが、授業で『最も尊敬する女性』をテーマに論文を書かされた際、2人とも「ビーバスのママを崇拝している」という冗談を言っている。
- タコス、ナチョス、ブリトーなどが大好物。主に行きつけのコンビニ『MAXI MART』で買う。 卵料理と常温の炭酸飲料が苦手で、誤って口にしてしまうと途端に勢いよく吐き出してしまうほどである（よく冷えた炭酸飲料は大好物である）。
- 童貞および下戸であることに強い劣等感を抱いている。

スチュワート・スティーブンソン（Stewart Stevenson）
声：アダム・ウェルシュ
学校のクラスメイトで、B&Bのいいオモチャ。金髪で小太り。中学生にしておねしょ癖があり、両親には非常に甘やかされている。ワルのトッドにB&Bが憧れるのと似た感覚で、自由奔放なB&Bを強く羨望している様子。もしもバットヘッドがこの世に生まれていなければ、先述の健全ビーバスと共にボランティアに勤しむ、自信に満ち溢れた正義感の強い少年に育つはずだった。
ダリア・モーゲンドーファー（Daria Morgendorffer）
声：トレーシー・グランドスタッフ、川上とも子（ゲーム）
B&Bと同じクラスの女子生徒。常に冷静沈着で、B&Bにいつも呆れさせられている。据わった目をして低い声で話し、滅多に笑わないものの周囲との交友関係は良好である。B&Bからは時にDiarrhea（ダイアリア＝"ゲリ子"）と呼ばれるが、気にも留めない様子。困っているB&Bにサラリと助言を与える→B&Bはそれがどうにも気に食わず無視、又は逆の行動を取る→結局痛い目を見る→鋭いツッコミでB&Bにとどめを刺す、というパターンが定石である。もしもバットヘッドがこの世に生まれていなければ、男性に幻滅することもなく、彼氏が出来ていたはずだった。米国MTVでは彼女を主人公にした外伝アニメDaria（日本未公開）が制作された。1997年3月から2002年1月にかけて、パイロット版1話＋5シーズン65話、映画テイストの中編2話が放映された。
デイビッド・ヴァン・ドリーセン（David Van Driessen）
声：マイク・ジャッジ、飛田展男（ゲーム）
B&Bのクラス担任で、物腰は柔らかいもののB&Bに翻弄されている。恋人はいるが未婚。花、写真、平和、音楽といった趣味や時代錯誤なファッションセンスからB&Bからヒッピー呼ばわりされたことがある。1992年製作の短編アニメではアコースティックギターの弾き語り中にモンスタートラックに潰されたり、本編中ではキャンプ場で熊に食べられたり、バスの急ブレーキでフロントガラスを突き破ってそのまま崖から転落したりと、少なくとも3回死亡している（無論全てギャグなのでその後何ごともなかったかのように復帰している）。
ブラッレイ・バズカット（Coach Bradley Buzzcut）
声：マイク・ジャッジ、吉田孝（ゲーム）
B&Bらの体育教師。軍隊上がりで、常に怒鳴るような口調で話す一方、その口調のまま冗談を言うこともある。行動が目に余るバットヘッドに対し体罰とも取れる行為をしたこともあるが、他の生徒に対しては決して暴力はふるわない。
マクビッカー校長（Principal McVicker）
声：マイク・ジャッジ、宝亀克寿（ゲーム）
HIGHLAND HIGH SCHOOLの校長先生。重篤な糖尿病を患っており、常に震えながら「あぁあぁあぁ〜」とうめき声を発している（妻と6人の幼い子供たちがいるが、血縁のないはずの妻を含め全員同じ顔立ちで、全員同じ症状がある）。B&Bは「マラデッカー（McDicker）」と呼んでおちょくったことも。ほかの誰よりも強くB&Bを憎んでおり、アスベストの処理をマスクなしでやらせたり、ビル・クリントン大統領（当時）が同校を訪れた際、SPにB&Bの写真を見せて武装したテロリストだと説明するなど、彼らを悪く扱う。また、2人が死んだという誤報を真に受けた際、泣き崩れるドリーセンを尻目に「記念パーティを開こう!」とバズカットらと狂喜乱舞した。しかし一方で、お説教中にビーバスが口先だけで放った"sorry"という謝罪の言葉を真に受けて痛く感激し、悪事を全て水に流してしまう甘い一面もある。もしもバットヘッドがこの世に生まれていなければ、病気もなく頭髪もフサフサなはずだった。
トム・アンダーソン（Tom Anderson）
声：マイク・ジャッジ
近所に住む老夫婦の夫で、軽い認知症とおぼしき症状が見られる。スチュワート同様、B&Bのいいオモチャ。アウトドアが趣味で立派なキャンピングカーを所有している。若い頃太平洋戦争と朝鮮戦争に駆り出された。バットヘッドの生まれていない世界線でクリスマスを満喫していたが、そこにバットヘッドが現れた途端、自宅外周に施した大掛かりな手作りイルミネーションを（悪意なく）一瞬にして全てダメにされてしまった。国内旅行中にはホワイトハウス前で妻と共に誤認逮捕され、刑事から「歴史に残る大犯罪者」と称された。その後、2人がどうなったかは不明（無論ギャグなのでその後何ごともなかったかのように本編に復帰している）。
トッド・イアヌッツィ（Todd Ianuzzi）
声：マイク・ジャッジ、立木文彦（ゲーム）
不良の青年で、B&Bのあこがれの対象である。サングラスに無精髭、囚人服のまま女や数人の仲間を引き連れてゴツいアメ車を乗り回している。B&Bへの挨拶は大抵"Hi, girls."（よぉ、オカマども）である。

## ゲーム作品
- ビーバス&バットヘッド ヴァーチャル・アホ症候群（Beavis and Butthead in Virtual Stupidity）（1998年1月29日、ビー・ファクトリー/Viacom New Media、5,800円、プレイステーション/Windows ） - 日本国内版の声優はお笑いコンビロンドンブーツの田村淳（バットヘッド）と田村亮（ビーバス）が担当。
- Beavis and Butt-head Do Hollywood - プレイステーションで発売される予定だった。
- Call of Duty: Black Ops 6 - コラボイベントにてビーバス、バットヘッド、トッド、バズカットがオペレーターとして登場する。